# Цзяньгэ
Цзяньгэ́ (кит. упр. 剑阁, пиньинь Jiàngé) — уезд городского округа Гуанъюань провинции Сычуань (КНР).

## История
При империи Южная Лян в 503 году была образована область Наньлянчжоу (南梁州), впоследствии переименованная в Аньчжоу (安州). При империи Западная Вэй в 554 году она была переименована в Шичжоу (始州). При империи Тан в 713 году область Шичжоу была переименована в Цзяньчжоу (剑州). Количество уездов в подчинении области со временем менялось, и при империи Цин в 1727 году, когда из подчинения Цзяньчжоу был выведен уезд Цзытун, ни одной нижестоящей административной структуры там не осталось.
Когда после Синьхайской революции образовалась Китайская республика, в результате реформы структуры административного деления области были упразднены, и в 1913 году область Цзяньчжоу была преобразована в уезд Цзяньгэ.
В 1950 году был образован Специальный район Цзяньгэ (剑阁专区), и уезд вошёл в его состав. В 1952 году Специальный район Цзяньгэ был переименован в Специальный район Гуанъюань (广元专区). В 1953 году Специальный район Гуанъюань был расформирован, и уезд перешёл в подчинение Специального района Мяньян (绵阳专区). В 1970 году Специальный район Мяньян стал Округом Мяньян (绵阳地区).
В 1985 году постановлением Госсовета КНР был образован городской округ Гуанъюань, и уезд Цзяньгэ был передан в его состав.

## Административное деление
Уезд Цзяньгэ делится на 23 посёлка и 34 волости.